# Lissolaboides flavorufus
Lissolaboides flavorufus är en stekelart som beskrevs av Heinrich 1974. Lissolaboides flavorufus ingår i släktet Lissolaboides och familjen brokparasitsteklar. Inga underarter finns listade i Catalogue of Life.